# رعاشينات
الرعاشينات أو فوق عائلة كالوبتيرجويديا (الاسم العلمي: Calopterygoidea) هي فيلق من الحشرات يتبع رتبة اليعسوبيات من شعيبة الحشرات.

## فصائل
- الرعاشية

## أجناس
- الفستالية